# Feredeni
Feredeni – wieś w Rumunii, w okręgu Jassy, w gminie Deleni. W 2011 roku liczyła 907 mieszkańców.